# اتیلن‌دی‌آمین
اتیلن‌دی‌آمین (به انگلیسی: Ethylenediamine) یک ترکیب شیمیایی با شناسه پاب‌کم ۳۳۰۱ است. شکل ظاهری این ترکیب، قرمز تیره جامد است.